# Liam Mower
Liam Mower (ur. 30 maja 1992 w Kingston upon Hull) – angielski tancerz oraz aktor, laureat nagrody Laurence'a Oliviera. Był pierwszym wykonawcą tytułowej roli w musicalu Billy Elliot the Musical.

## Wczesne lata
Pochodzi z Kingston upon Hull. Jego ojciec jest inżynierem, a matka pracowała w sklepie z kanapkami. Ma trzech braci (Luke, Lewis i Leighton). Był uczniem w Royal Ballet School, uczęszczał wcześniej do  Northern Academy of Performing Arts (NAPA) w rodzinnym mieście  oraz Rambert School of Ballet and Contemporary Dance w Twickenham (w latach 2008 -2011).

## Kariera

### Billy Elliot
Zaraz po dostaniu się do Royal Ballet School wziął w 2004 udział w przesłuchaniach do powstającego musicalu Billy Elliot the Musical (opartego na filmie Billy Elliot z 2000 roku). Został wybrany na jednego z 3 odtwórców głównej roli (z 3000 kandydatów), był z tej trójki najmłodszym oraz jedynym z klasycznym przygotowaniem baletowym.  Był premierowym wykonawcą roli zarówno na prapremierze 31 marca, jak i na oficjalnej premierze w dniu 11 maja 2005 roku. W roli wystąpił po raz ostatni 30 września 2006.  Liam wystąpił także w teledysku  Eltona Johna (kompozytora musicalu) do utworu Electricity (z musicalu). Wystąpił w programach charytatywnych Children in Need w dniu 18 listopada 2005 r. oraz 22 listopada 2006 roku na rzecz organizacji Place2Be.
28 września 2014 Mower wystąpił w Billy Elliot the Musical Live!, transmisji musicalu na żywo do kilkuset sal kinowych. Wystąpił w roli Starszego Billy'ego w tanecznym duecie Dream Ballet (Swan Lake) oraz podczas gali finałowej.

### Dalsza kariera
Po Billym Elliocie Mower kontynuował naukę, utrzymując aktywność artystyczną. Wystąpił w październiku 2006 r. w Thoroughly Modern Millie w Hull New Theatre, pojawił się również w serii kryminalnej ITV Wire in the Blood w roli Mikeya. Wystąpił w roli tytułowego bohatera w musicalu Pinokio podczas świąt Bożego Narodzenia 2007 w The Priestley Theatre w Bradford.

### New Adventures
Po ukończeniu Rambert School w 2011 roku Mower stał się członkiem zespołu teatralnego New Adventures – zespołu baletowego utworzonego przez Matthew Bourne'a. Wystąpił w spektaklach:
- 2011 Nutcracker!  jako Liquorice Man oraz Cupid
- 2012 Play Without Words jako Tony
- 2012, 2015-6 Sleeping Beauty jako Count Lilac, Tantrum, Carabosse/Caradoc
- 2014, 2018-9 Swan Lake jako Prince
- 2014-5 Edward Scissorhands jako Edward Scissorhands, Gerald Monroe
- 2015 The Car Man jako Angelo, Marco
- 2016-7, 2019-20 The Red Shoes jako Ivan Boleslawsky, Grischa Ljubov
- 2017-19 Cinderella jako The Angel

## Nagrody
Mower (wraz z Jamesem Lomasem i George’em Maguire’em – pozostałymi dwoma odtwórcami roli Billy'ego Elliota) otrzymał w 2005 roku nagrodę Theatregoers' Choice (obecnie WhatsOnStage Awards) za najbardziej obiecujący debiut. 26 lutego 2006 r. ta sama trójka zdobyła nagrodę Laurence'a Oliviera za występy w musicalu. Mower jest najmłodszym w historii zdobywcą tej nagrody.